# Pueblo de indios
Los pueblos de indios fueron asentamientos de indígenas que existieron durante la evangelización española de América. 
Fueron fomentados por las autoridades españolas en la segunda mitad del siglo XVI, a partir de la Real Cédula de 1548. Se idearon con el fin de realizar un cobro más eficiente de los tributos, para instruir en el cristianismo a la población y para otorgarle a esta un trabajo.
En derecho como la organización administrativa básica de la llamada república de indios, es decir era una suerte de municipio indígena. La política de asentamiento urbano de las etnias conquistadas en villas en muchos casos se limitó a entregar un reconocimiento jurídico o relocalizar a poblados ya existentes, como los altépetl de México. En otras ocasiones los pueblos de indios fueron concentraciones de población dispersa en asentamientos designados ex profeso. La política de pueblos de indios, complementada con las reducciones, fue apoyada por una parte del clero católico, que vio en ella un instrumento frente al abuso de la mita minera y el desacreditado sistema de encomienda, acusado de haber sido convertido por los encomenderos en una método solapado de enriquecimiento y explotación. En sus Comentarios Reales, el Inca Garcilaso de la Vega utiliza el mismo término "reducciones" para designar los pueblos conquistados por los Incas que eran leales al imperio incaico.

## Función e ideología

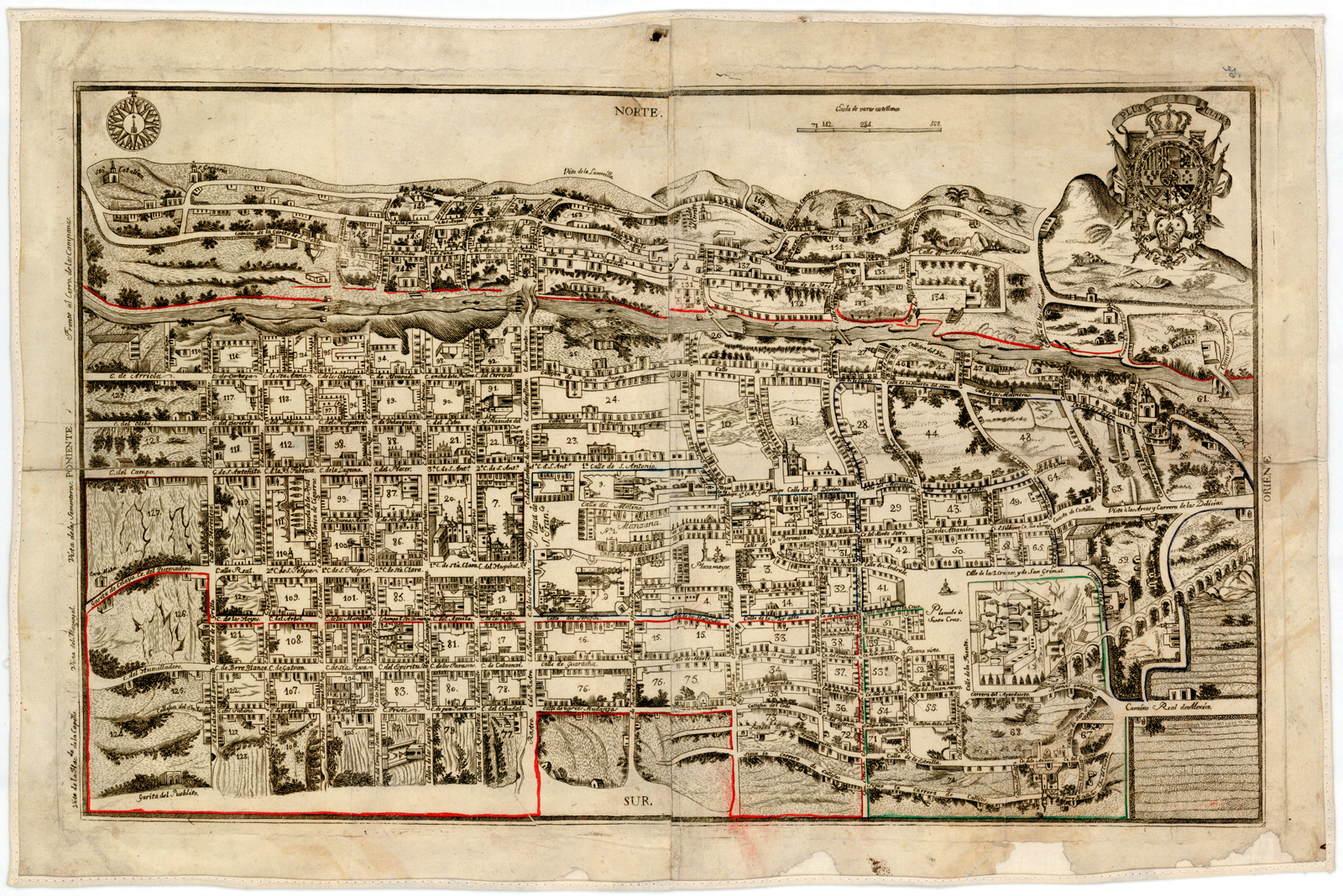
Santiago de Querétaro en 1796, un ejemplo de las grandes presiones experimentadas por los pueblos de indios. Había sido fundado como tal a fines del, y ya en 1655 era declarado ciudad española por su ubicación entre Ciudad de México y las minas de Zacatecas.

### La «república de indios»
La política española de «pueblos de indios» da cuenta de una concepción dual de mundo social colonial. El monarca gobernaba por un lado sobre la llamada "república de españoles", esto es la comunidad social de los blancos; y por otro sobre la "república de indios", la sociedad indígena. Desde el punto de vista de la teoría legal vigente entonces, ambas comunidades debían existir de manera separada, relacionándose dentro de marcos e instancias detalladamente descritos. Dentro de esta concepción, las ciudades recién fundadas por los españoles no estaban llamadas a convertirse en morada masiva de la población indígena. Esta debía ser concentrada y ubicada o en la periferia de las ciudades, en pueblos-satélites arrabaleros, o en los lugares que permitieran a jornaleros aborígenes (en la práctica vasallos tributarios) concurrir a labores productivas que enriquecieran a los conquistadores o a la mita colonial.

### Indígenas «cristianos y políticos»
Resumiendo, Magnus Mörner define la política de reducción en pueblos de indios como:

...el concentramiento de los indios en poblados organizados, estables, accesibles para facilitar a la vez cristianizarlos y ponerlos en policía.
Magnus Mörner

Ramón Gutiérrez agrega, poniendo énfasis en la necesidad de que los indios estuvieran disponibles, que la idea era:

...congregar a los caciques e indios en las goteras de las ciudades y villas de los españoles para tener un mediato servicio personal e doctrinarlos.
Ramón Gutiérrez

Los principales pueblos de indios eran denominados en las actas "cabeceras de doctrina", debido a que Estado español esperaba que la evangelización, en un contacto más estrecho con ellos, fuera asumida por el clero, responsable de transculturizar a sus habitantes.  Por lo mismo, incluso las leyes civiles dictadas por la corona en las décadas que siguieron a su instalación estaban orientadas a asegurar, hasta en los pueblos más pequeños, la realización permanente de actividades rituales cristianas:

En la ley 6a., dice el señor don Felipe III: “En todos los pueblos que pasaren de cien indios, haya dos cantores (de misas), etcétera” en la ley 74, dice el mismo don Felipe III: “Si el pueblo fuese de hasta cien indios, haya un fiscal (de cofradía procesional), etcétera”.
Informe de fray Vicente de Santa María,

Un argumento sobrenatural es agregado por algunas fuentes. Se creía necesario alejar a los indígenas de la vida eremítica en parajes desiertos, pues en esos lugares habrían morado a sus anchas los demonios y otras criaturas luciferinas.

## Descripción
El pueblo de indios se constituían como un espejo pauperizado de la ciudad española. La urbanización era en damero, de ser posible. Se consideraba una plaza central rodeada de un portal, destinado al intercambio de productos; una capilla, regentada o visitada por el cura doctrinero; un calabozo; la casa del cacique o del noble venido a menos, en el caso de los antiguos imperios indígenas de México y Perú; y, finalmente, las dependencias de un cabildo indígena, que debía secundar al cura en la lucha contra los cultos preexistentes y en la organización permanente de procesiones y actividades rituales. Generalmente, por la necesidad de reforzar el triunfo de la nueva religión, la capilla era acompañada por la presencia de un crucifijo atrial y de otro en la cima del tradicional cerro sagrado vecino, a manera de mensaje redundante. 
Habitualmente toda la infraestructura nombrada, con la excepcional salvedad de la capilla, era bastante ligera e informal, pudiendo una sola choza cumplir las funciones de casa del cacique, calabozo y cabildo. Normalmente el portal era apenas una ramada. 
En Perú, Damián de la Bandera los describía con estas palabras en 1557:

"En todos los pueblos principales hay plazas llanas... la mitad dellas tienen puestas cruces, y comunmente las iglesias están en medio de las plazas y algunas a un lado dellas (...) Todas las casas son pequeñas y humildes y, por la mayor parte redondas, supliendo con el arte la pobreza y la necesidad de ropa. No usan casas grandes, y si alguna hay de tiempo antiguo, nadie la habita ni sirve más para hacer borracheras en ellas y otras bellaquerías (rituales y sacrificios)"
Damián de la Bandera

### Autoridad

Envarado de Chacas, Perú

Legalmente la autoridad superior era el corregidor de indios, encargado de todas las reducciones y pueblos de indios de una comarca. El representante español permanente en el pueblo era el cura doctrinero. El cacique y su cabildo actuaban como colaboradores de este último. 
Los caciques locales, como los tlatoani, gobernantes dinásticos de los altépetl de México, se vieron de pronto oficialmente reconocidos por los conquistadores y aceptaron cumplir la función de autoridades mediadoras de la comunidad con sus nuevos amos. Muchos adoptaron las insignias y visualidades coloniales de poder. Restos de estas costumbres aún se encuentran, por ejemplo, entre los mapuches de Chile, donde muchos loncos -caciques de esta etnia- no utilizan las insignias precolombinas como atributo de su jefatura, sino el hispano bastón de mando con pomo enchapado de metal. En los andes peruanos, muchas comunidades indígenas aún tienen a un alcalde de indios o envarado, quien se distingue de los demás por llevar un poncho y una vara de 2 m que tiene una cruz de plata en el extremo superior. Están presentes en el izamiento del pabellón nacional y ocupan el área del altar mayor en las dos misas del domingo. Acompañan las festividades como el paseo de la bandera, y las procesiones de los santos mayores.
Pero superando esta jerarquía formal, muchas veces el encomendero o hacendado vecino, con la venía de los corregidores y curas o gracias a la negligencia de capas administrativas superiores, actuaba sobre el pueblo como suprema autoridad de facto.
Por otra parte, la estructura social había sido fuertemente remecida por la Conquista, por lo que el cacicazgo era un institución sumamente frágil y moldeable a los intereses de los españoles:

En lo tocante a las elecciones de los caciques y gobernadores de los pueblos de esta Nueva España ha habido y hay grandes confusiones, porque unos suceden en estos cargos por herencia de sus padres y abuelos, y otros por elecciones, y otros porque Moctezuma los ponía por calpisques en los pueblos, y otros ha habido que los encomenderos los ponían y los quitaban a los que venían, y otros nombraban los religiosos (...) Hay otra elección de gobernador en algunos pueblos, que es cargo por sí, diferente del cacique, que tiene cargo del gobierno del pueblo, y éste eligen los indios...
Virrey Antonio de Mendoza

### Tierras circundantes

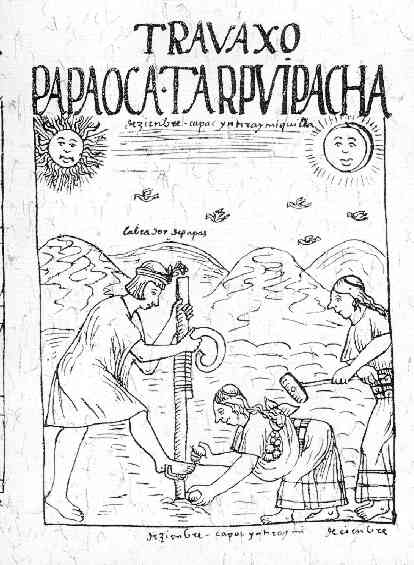
La conservación de los ejidos o chacras comunitaria, frente a la presión de los grandes hacendados, fue uno de principales problemas de los pueblos indios. En la imagen, trabajo agrícola indígena andino según Guaman Poma de Ayala.

Alrededor del pueblo existían ejidos o parcelas destinadas al trabajo comunitario y el autoabastecimiento, pero fuera de estos límites inmediatos el pueblo estaba cercado por las tierras del encomendero, que con el tiempo definieron en propiedades más sólidas: las haciendas. Estas ejercían normalmente una gran presión sobre los lindes territoriales y mano de obra del pueblo de indios. De hecho, la mayoría de estos asentamientos terminarán metafóricamente engullidos por la expansión de las tierras de los hacendados a principios del siglo XIX.
Otros caso es el de pueblo de indios que se instalaba en las inmediaciones de una ciudad española, constituyéndose en un arrabal que provía trabajadores para las labores serviles y productos para la feria local. Muchos barrios de las actuales capitales latinoamericanas fueron, asentamientos indígenas organizados por las autoridades durante la Conquista y la Colonia. En el caso de estos asentamientos suburbanos, rápidamente se desdibujó cualquier sistema de representación o identidad, como el cacicazgo. Esto, al imperar en ellos un mayor mestizaje, que hacía que con el paso de las generaciones sus pobladores dejaran de pertenecer jurídicamente a la "república de indios", y quedaran huérfanos respecto a las leyes, al tampoco ser integrados a la llamada "república de españoles".

### Emplazamiento
El pueblo de indios debía ubicarse, de acuerdo a las ordenanzas reales, en tierras llanas y accesibles. Esto obligó a la reubicación, en Mesoamérica, de numerosos altépetl que habían sido originalmente instalados, priorizando su cercanía a las fuentes de agua, en quebradas y serranías.   

## Historia

### Origen: la «congregación»
El proceso de instalación de pueblos de indios es denominado por algunos autores, rescatando el lenguaje usado por la administración española:  la "congregación". 

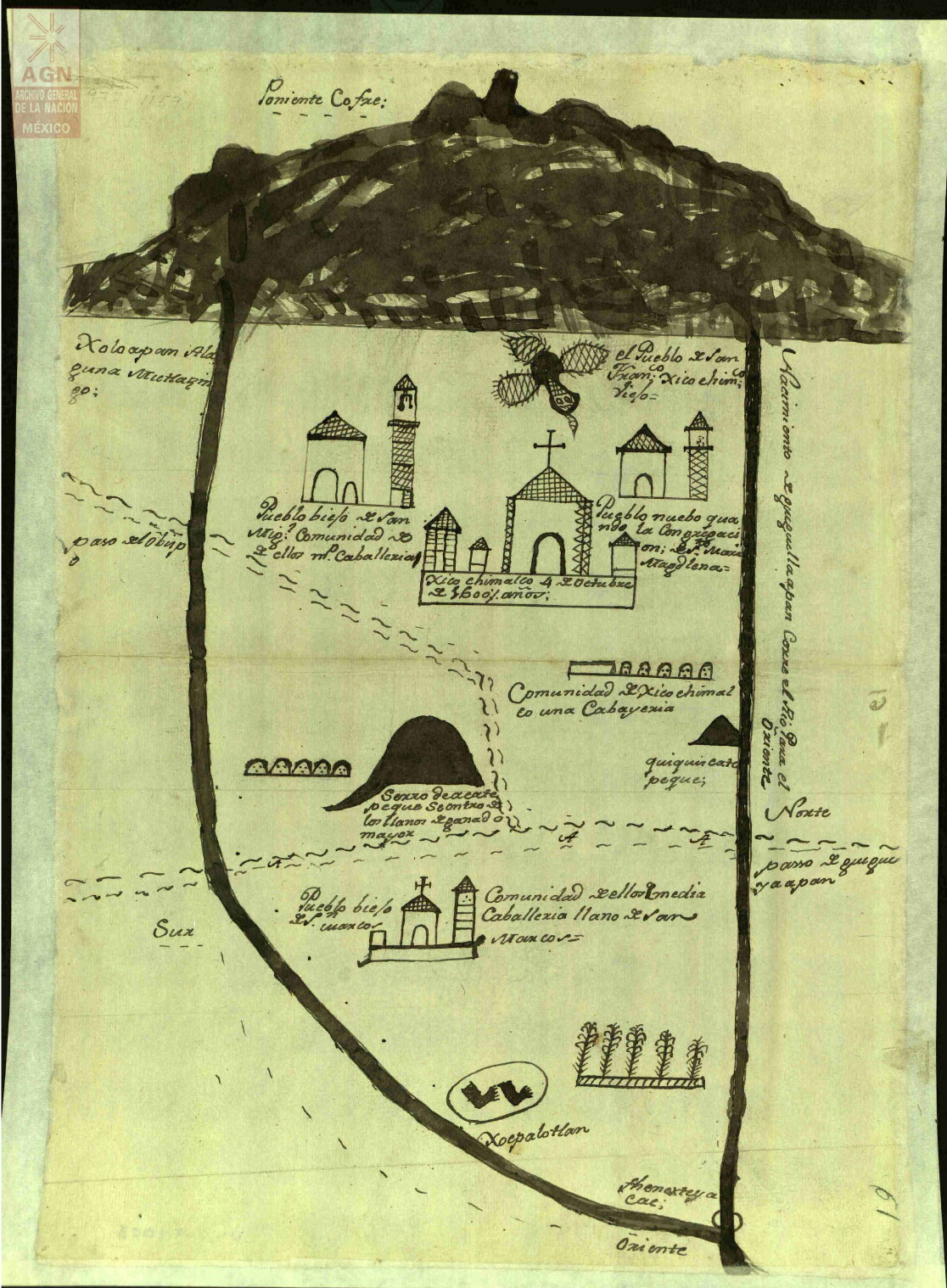
Lienzo de las tierras de Xicochimalco (hoy Xico) en 1600. Se aprecia parte de su proceso de congregación en el.

La iniciativa de concentrar a la población indígena en villorrios se puede rastrear en las primeras colonias de las Antillas. Allí los conquistadores llegaron rápidamente a la conclusión de que la dispersión de gentes montaraces, y la costumbre de estas de vivir prácticamente escondidas de los europeos en quebradas y peñones apartados, conspiraba contra el objetivo de contar con abundante mano de obra. 
Luego vino una série de disposiciones reales que consagraron la política de Congregación: las reales cédulas de 1545 y años siguientes impulsaron la reubicación y fueron acumulando instrucciones acerca del régimen que debía imperar en los nuevos asentamientos.  
A fines del siglo XVI la monarquía comenzó a fomentar el asentamiento producto de una nueva preocupación, más pedestre que los avatares de la Conquista y Evangelización: la necesidad de evitar la usurpación de las tierras baldías, teóricamente de propiedad de real. Ya Felipe II en una cédula de 1568 urgía a la justicia colonial a evitar este tipo de exacciones. Debido a este problema surgió la necesidad de regularizar y determinar qué tierra había sido entregada en merced o era ocupada legítimamente. El resultado fue promulgación de varias cédulas en 1591, llamadas "de composición", que dieron origen a un largo proceso de titulación formal de las tierras de españoles e indios.
La implementación práctica de la Congregación fue un proceso complejo y que varió de una zona geográfica a otra, dependiendo de la voluntad y eficiencia de los diversos gobernadores y virreyes locales. 

#### LaCongregaciónen México
En el caso de México, que ha sido bastante estudiado en los últimos años, el proceso se realizó en dos grandes oleadas principales: La primera se desarrolló durante el gobierno del virrey Luis de Velasco y Ruiz de Alarcón, extendiéndose entre la década de 1550 y 1564. La segunda ola, aparentemente motivada por las cédulas "de composición", fue impulsada por la administración del virrey Gaspar de Zúñiga y Acevedo, y se extendió entre los años 1595 y 1625.
Pero estos grandes procesos de fines del siglo XVI no partían de cero. Ya en la primera mitad de dicha centuria 2000 pueblos de indios tenían algún grado de reconocimiento y registro oficial en el Virreinato de Nueva España.

#### LaCongregaciónen Perú

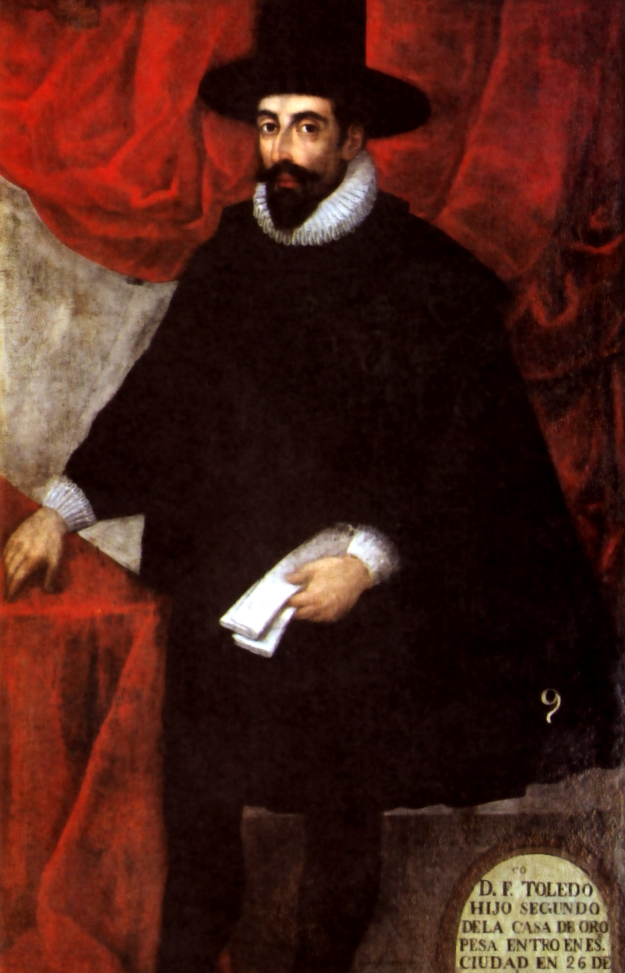
Francisco de Toledo, conde de Oropesa, el virrey que impulsó más decididamente los pueblos de indios en Perú.

Desde las primeras décadas tras la Conquista se inició la fundación de pueblos de indios. Pero fue el virrey del Perú, Francisco de Toledo, comenzó en 1568 a implementar en forma la política de reasentamiento en pueblos de indios.  Santiago de Surco, fundado a las afueras de Lima, fue instalado como un modelo de lo que debían ser estas villas.

#### En Chile
En Chile la política de pueblos de indios fue impulsada en dos momentos:
- La Tasa de Gamboa: Publicada en 1580 por el gobernador Martín Ruiz de Gamboa. Este documento regía sobre el territorio comprendido entre el Río Choapa y el Río Maule. Estaba inspirada en las medidas impulsadas por el virrey Toledo en Perú. No tuvo mayor vigencia práctica, pues los indígenas siguieron trabajando en las minas y terminó siendo abolida en 1587 por el gobernador Alonso de Sotomayor.
- El trabajo visitador de tierras, encargado de velar por la existencia y supervivencia de los pueblos de indios. La labor de Ginés de Lillo se inició en 1603.

Expresando claramente los fundamentos de la política, la Tasa de Gamboa dictaminaba:

...porque ante todas cosas se ha de procurar que los dichos indios Sean reformados al ser de hombres para que después tengan capacidad para recibir nombre de cristianos, por tanto por la presente ordeno y mando que los españoles que fueren corregidores de los dichos distritos reduzcan a pueblos los dichos indios para que vivan juntos y ordenados políticamente...
Tasa de Gamboa

### Conflictos con los hacendados
Existen testimonios de la primera mitad del siglo XVII que hacen dudar de la efectividad de la protección legal que cubría a los pueblos de indios. Por ejemplo el obispo de Santiago Diego de Humanzoro comentaba en un informe enviado al rey:

...en esta jurisdicción hay muchas estancias, pobladas con indios (...) y en los dichos pueblos no hay indios, porque los tienen los encomenderos en sus estancias.
Diego de Humanzoro

## Fueronpueblos de indios
Diversas ciudades, pueblos y famosos barrios absorbidos por el crecimiento de las modernas manchas urbanas de Latinoamérica fueron alguna vez pueblos de indios. 

### En Argentina
- Salsipuedes (Córdoba)
- Cosquín (Córdoba)
- La Paz (Mendoza)
- Parque Siquiman (Córdoba)
- San Marcos Sierras (Córdoba)
- Reducción de Yapeyú

- Quilmes

### En Bolivia
- Tiquipaya (Cochabamba)
- La Paz - Chuquiabo[15]

### En Chile
En 1614, el licenciado español Hernando Machado de Chávez contabilizó en su visita la existencia de 48 pueblos en el distrito de Santiago (de Choapa a Cauquenes), y, de los 2.345 indios de pueblo, solo 696 residían en ellos; el resto estaba arraigado en las estancias de los encomenderos o trabajando libremente. En esta misma zona, a mediados del siglo XVII se contabilizaban los pueblos de indios existentes. Fray Gaspar de Villarroel, en informe al Gobernador don Martín de Mújica, anotaba en las doctrinas de Choapa a Cauquenes la existencia de los siguientes pueblos:
| - Melipilla - Talagante - La Ligua - Vichuquén - Macul - Huechuraba - Ñuñoa - Tobalaba - Las Condes - Colina - Apoquindo - San Vicente de Tagua Tagua | - Pomaire - Chalinga - Huaicoche - Choapa - Quillota - Mollaca - Curimón - Aconcagua - Putaendo - Apalta - Lampa |

Además de El Salto, Quilicura, Huechún, Llopeo, Pico, Tango, Aculeo, Chada, Maipo, El Principal, Malloa, Copequén, Rapel, Colchagua, Pichidegua, Peumo, Nancagua, Teno, Rauco, Peteroa, Lora, Gualemo, Mataquito, Gonza, Ponihue, Vichuquén, Huenchullami, Duao, Rauquén, Pocoa, Putagán, Cauquenes y Chanco. Posteriormente se incluye Longomilla, donde existen numerosos asentamientos de indígenas.

### En Colombia
| - Suba (localidad de Bogotá) - Beltrán - Tinjacá - Puelenje - Fusagasugá - Moniquirá - Bucaramanga - Cúcuta - sogamoso - Arboledas - Chinácota | - Chopo (denominado actualmente Pamplonita) - Silos - Labateca - Carcasí - Cácota de Suratá - Cácota de Velasco - Vetas - Guaca - Guane |

### En Costa Rica
- Aserrí
- Barva
- Escazú
- Tres Ríos
- Curridabat
- Cot

### En El Salvador
| - Sensuntepeque - Ciudad Barrios | - Santiago Nonualco - San Francisco Gotera |

### En México
En el aspecto educativo impartido por los frailes, en su propósito de aculturizar a los niños y con ello facilitar el proceso de cristianización de los indígenas, se tiene que de acuerdo a la información disponible que  existieron aproximadamente 4,468 pueblos de indios en 28 regiones dominadas por dichos pueblos, o en las cuales dichos pueblos eran el poblado central o principal, en los cuales llegaron a contar con 1,042 escuelas (es decir el 23% de todos esos pueblos), lo que proporcionalmente llegaron a estar en funciones de entre 35 y 40 escuelas elementales, aunque es obvio y probable que hubiese mayor o menor cantidad de escuelas, esto de acuerdo a la cantidad de habitantes de cada una de esas regiones, por lo mismo en los pueblos que existían a orillas del gran lago se debieron de establecer muchas más escuelas que las promediadas de 55 a 40, así como en la de regiones de Cuernavaca y Tlaxcala, pero con todo y ello si se estima que asistirían a cada escuela alrededor de 30 a 50 niños, esto lleva a que se enseñarían lectura, escritura, catecismo y cuentas (aritmética básica) junto con otros conocimientos prácticos, a entre 30,000 y 50,000 niños con edades de entre los 8 y los 12 años. Debe tenerse en cuenta que la información general sobre el aspecto educativo que a lo largo de los 300 años de vida colonial la cantidad de escuelas debió de variar, y por otro lado es muy probable que hubiese otros pueblos de indios fundados a lo largo de dicho período, y que no se registran en la lista mencionada.
En otro caso en el enlistado de pueblos expuesto se tiene que los tlaxcaltecas que emigraron para poblar ciertas regiones del Noreste de la Nueva España, como las de Saltillo, Parras, Viesca, Monclova, Candela, Nadadores, San Buenaventura, San Fernando de Austria, estas en la provincia de San Francisco de Coahuila, mientras que en Monterrey, Guadalupe y otros pueblos del Nuevo Reino de León, e inclusive en San Antonio de Béxar, Tejas (sic), en esos lugares hubo pueblos de indios tlaxcaltecas, en los cuales hubo escuelas de primeras letras; de hecho en Saltillo el primer preceptor o maestro de primeras letras fue el tlaxcalteca don Andrés "del Saltillo" Valverde, quien enseñó tanto a niños tlaxcaltecas como españoles, criollos y mestizos entre los años de 1600 y 1660, quien falleció en 1675. Will Ross.
| - San Pedro y San Pablo Teposcolula - Santiago de Querétaro - Cadereyta - Acámbaro - Texcoco - Cholula - Tehuacán - Tlaxcala - Huejotzingo - Xochimilco - Tzintzuntzan - Lerma - Actopan - Huichapan - Pachuca - Acayucan | - Tula, Hidalgo - Tulancingo, Hidalgo - Zempoala, Hidalgo - Zimapán, Hidalgo - Otumba, Edo. Mex - Ecatepec, Edo. Mex - Metepec, Edo. Mex - Malinalco, Edo. Mex - Temascaltepec, Edo. Mex - Santiago Tequixquiac, Edo, Méx - Coyoacán, Ciudad de México - Cuernavaca, Morelos - San Miguel Uriangato, Guanajuato - Yuririapúndaro, Guanajuato - San Esteban de la Nueva Tlaxcala aledaño a Saltillo |

### En Paraguay
| - San Juan Nepomuceno (Caazapá) - Itá - Tobatí - Yaguarón - Guarambaré - Ypané - Atyra - Altos - Itapé - Yuty - Belén | - San Estanislao - San Joaquín - Santa María de Fe - Santa Rosa - San Ignacio Guazú - Trinidad - San Cosme y Damián - Jesús - Carmen del Paraná - Santiago |

### En Perú
| - San Miguel de Miraflores (distrito de Lima) - San Pedro de los Chorrillos (distrito de Lima) - San Pedro de Tacna - Santa María de Chiclayo - Santiago de Surco (distrito de Lima) - San Pedro de Carabayllo (distrito de Lima) - Pueblo de la Magdalena (distrito de Lima) - San Salvador de Mansiche (Barrio de Trujillo) - Santa Lucía de Moche (distrito de Trujillo) | - Santiago de Huamán (distrito de Trujillo - Santiago del Cercado (distrito de Lima) - Santísima Trinidad de Guancayo - Santiago de Luren, Ica - Santo Domingo El Real de Chincha - Olmos - Santísima Cruz de Ate (distrito de Lima) - San Juan de Lurigancho (distrito de Lima) - Santísimo Salvador de Pachacamac (distrito de Lima) - San Juan de Uchubamba - Distrito /* En Perú */de Puno |

### En Venezuela
| - Porlamar - Guacara - Maiquetía | - La Victoria (Venezuela) - Nuestra Señora del Rosario de Baruta (municipio de Caracas) - Naiguatá |